# Elvio Jiménez
Félix Elvio Jiménez Rivera (nacido el 6 de enero de 1940 en San Pedro de Macorís) es un ex jardinero izquierdo dominicano que jugó en las Grandes Ligas de Béisbol. Fue firmado por los Yanquis de Nueva York como amateur en 1959, hizo su debut en 1964 con el mismo equipo. Estuvo en la alineación titular de los Yankees para la temporada de 1964 en contra de los Indios de Cleveland. Los Yankees perdieron el juego 2-1 en  13 entradas, pero Jiménez  se fue de 2/6 con dos hits en contra de Luis Tiant y Tommy John, respectivamente. También hizo cinco outs sin errores durante el juego. La carrera de Jiménez en Grandes Ligas fue fugaz, pero terminó con un promedio de bateo de .333. Después de su retiro de las mayores, Jiménez se dedicó a ser scout llegando a firmar peloteros dominicanos para los Dodgers de Los Ángeles.
Sin embargo, Jiménez tuvo una carrera más sustanciosa en la Liga Dominicana antes de debutar en Grandes Ligas militando para los Tigres del Licey por 15 temporadas y terminando con un récord de 527 hits, 207 carreras remolcadas, 77 dobles, 15 triples, 12 jonrones, 168 carreras anotadas y un promedio de .270.
También jugó en la década de los 60 para los Tigres de Aragua de la Liga Venezolana llegando a promediar .346. En el ocaso de su carrera jugó para un equipo amateur dominicano llamado Linieros del Nordeste en 1976 donde promedió .276.
El hermano de Elvio es el también ex Grandes Ligas Manny Jiménez. Fue apodado como "El Mulito" durante su carrera en República Dominicana.